# Паркес, Брок
Брок Паркес (англ. Broc Parkes; род. 21 декабря 1981, Хантер, НПУ, Австралия) — австралийский мотогонщик, участник чемпионатов мира по шоссейно-кольцевых мотогонок в сериях MotoGP, Superbike и Supersport. Двукратный вице-чемпион мира в классе Supersport (2004 и 2007 годов).

## Биография
В чемпионате мира по шоссейно-кольцевым мотогонкам серии MotoGP Брок дебютировал еще на заре своей карьеры, в 1999 году. Он принял участие в родном для себя Гран-При Австралии, выступив по уайлд-кард в гонке класса 125cc за команду «Scot Walker Racing», в которой финишировал 23-м.
Следующее его появление в «королевских» мотогонках состоялась в сезоне 2014, когда он провел полный сезон за британскую команду «Paul Bird Motorsport». Он не мог на равных конкурировать с гонщиками заводских команд, поэтому в течение сезона боролся лишь за попадание в зачетную зону. Лучшим результатом стало 11-е место на Гран-При Нидерландов, в общем зачете он финишировал на 23-м месте.
После окончания сезона команда прекратила свое участие в MotoGP, поэтому в следующем сезоне Брок вернулся в хорошо знакомую для себя серию British Superbikes. Правда, в 2015 Брок все же принял участие в одной гонке «королевских» гонок, заменив в команде «E-Motion IodaRacing Team» травмированного Алекса де Анджелиса на последнем этапе в Валенсии.